# Adrian (Texas)
Adrian és una població dels Estats Units a l'estat de Texas. Segons el cens del 2000 tenia 159 habitants.

## Demografia
Segons el cens del 2000, Adrian tenia 159 habitants, 72 habitatges, i 48 famílies. La densitat de població era de 69,8 habitants/km².
Dels 72 habitatges en un 23,6% hi vivien nens de menys de 18 anys, en un 54,2% hi vivien parelles casades, en un 9,7% dones solteres, i en un 33,3% no eren unitats familiars. En el 31,9% dels habitatges hi vivien persones soles el 12,5% de les quals corresponia a persones de 65 anys o més que vivien soles. El nombre mitjà de persones vivint en cada habitatge era de 2,21 i el nombre mitjà de persones que vivien en cada família era de 2,79.
Per edats la població es repartia de la següent manera: un 21,4% tenia menys de 18 anys, un 6,3% entre 18 i 24, un 22% entre 25 i 44, un 30,2% de 45 a 60 i un 20,1% 65 anys o més.
L'edat mediana era de 46 anys. Per cada 100 dones de 18 o més anys hi havia 86,6 homes.
La renda mediana per habitatge era de 27.083 $ i la renda mediana per família de 33.750 $. Els homes tenien una renda mediana de 33.333 $ mentre que les dones 21.875 $. La renda per capita de la població era de 17.966 $. Aproximadament el 13,6% de les famílies i el 24,1% de la població estaven per davall del llindar de pobresa.

## Poblacions més properes
El següent diagrama mostra les poblacions més properes.